# Sosippus floridanus
Sosippus floridanus är en spindelart som beskrevs av Simon 1898. Sosippus floridanus ingår i släktet Sosippus och familjen vargspindlar. Inga underarter finns listade i Catalogue of Life.